# Showing Out (Get Fresh at the Weekend)
Showing Out (Get Fresh at the Weekend) is een nummer van het Britse popduo Mel & Kim. Het is geschreven door het producerstrio Stock, Aitken & Waterman, die samen ook de productie voor hun rekening namen. In september 1986 werd het uitgebracht als debuutsingle van het duo en als eerste single van het debuutalbum F.L.M..

## Achtergrond
Oorspronkelijk was het de bedoeling dat B-kant System de eerste single van Mel & Kim zou worden. Maar het producerstrio Stock, Aitken & Waterman vond dat dat nummer niet voldoende paste bij de 'jeugdige en levendige persoonlijkheden' van de twee. Daarom werd ervoor gekozen om Showing Out (Get Fresh at the Weekend) als eerste single uit te brengen. De schrijvers werden voor dit nieuwe nummer geïnspireerd door het op dat moment populaire garagehouse-geluid uit Chicago.

## Hitnoteringen en prijzen
Showing Out (Get Fresh at the Weekend) bereikte in eigen land de derde plek in de UK Singles Chart. Ook in Finland, Italië en Nieuw-Zeeland haalde het een plek in de top tien. In Vlaanderen, West-Duitsland, Wallonië en Zwitserland kwam het zelfs op nummer één te staan, net als in de Nederlandse Top 40. In die lijst stond het dertien weken genoteerd, waarvan vier weken op de bovenste plek.

### Nederlandse Top 40
| Hitnotering: 13-12-1986 t/m 14-03-1987 | Hitnotering: 13-12-1986 t/m 14-03-1987 | Hitnotering: 13-12-1986 t/m 14-03-1987 | Hitnotering: 13-12-1986 t/m 14-03-1987 | Hitnotering: 13-12-1986 t/m 14-03-1987 | Hitnotering: 13-12-1986 t/m 14-03-1987 | Hitnotering: 13-12-1986 t/m 14-03-1987 | Hitnotering: 13-12-1986 t/m 14-03-1987 | Hitnotering: 13-12-1986 t/m 14-03-1987 | Hitnotering: 13-12-1986 t/m 14-03-1987 | Hitnotering: 13-12-1986 t/m 14-03-1987 | Hitnotering: 13-12-1986 t/m 14-03-1987 | Hitnotering: 13-12-1986 t/m 14-03-1987 | Hitnotering: 13-12-1986 t/m 14-03-1987 | Hitnotering: 13-12-1986 t/m 14-03-1987 |
| Week                                   | 1                                      | 2                                      | 3                                      | 4                                      | 5                                      | 6                                      | 7                                      | 8                                      | 9                                      | 10                                     | 11                                     | 12                                     | 13                                     |                                        |
| -------------------------------------- | -------------------------------------- | -------------------------------------- | -------------------------------------- | -------------------------------------- | -------------------------------------- | -------------------------------------- | -------------------------------------- | -------------------------------------- | -------------------------------------- | -------------------------------------- | -------------------------------------- | -------------------------------------- | -------------------------------------- | -------------------------------------- |
| Positie                                | 21                                     | 10                                     | 4                                      | 2                                      | 1                                      | 1                                      | 1                                      | 1                                      | 2                                      | 6                                      | 13                                     | 21                                     | 35                                     | uit                                    |

### Nationale Hitparade / Nationale Hitparade Top 100
| Hitnotering: 29-11-1986 t/m 25-04-1987 | Hitnotering: 29-11-1986 t/m 25-04-1987 | Hitnotering: 29-11-1986 t/m 25-04-1987 | Hitnotering: 29-11-1986 t/m 25-04-1987 | Hitnotering: 29-11-1986 t/m 25-04-1987 | Hitnotering: 29-11-1986 t/m 25-04-1987 | Hitnotering: 29-11-1986 t/m 25-04-1987 | Hitnotering: 29-11-1986 t/m 25-04-1987 | Hitnotering: 29-11-1986 t/m 25-04-1987 | Hitnotering: 29-11-1986 t/m 25-04-1987 | Hitnotering: 29-11-1986 t/m 25-04-1987 | Hitnotering: 29-11-1986 t/m 25-04-1987 | Hitnotering: 29-11-1986 t/m 25-04-1987 | Hitnotering: 29-11-1986 t/m 25-04-1987 | Hitnotering: 29-11-1986 t/m 25-04-1987 | Hitnotering: 29-11-1986 t/m 25-04-1987 | Hitnotering: 29-11-1986 t/m 25-04-1987 | Hitnotering: 29-11-1986 t/m 25-04-1987 | Hitnotering: 29-11-1986 t/m 25-04-1987 | Hitnotering: 29-11-1986 t/m 25-04-1987 | Hitnotering: 29-11-1986 t/m 25-04-1987 | Hitnotering: 29-11-1986 t/m 25-04-1987 | Hitnotering: 29-11-1986 t/m 25-04-1987 |
| Week                                   | 1                                      | 2                                      | 3                                      | 4                                      | 5                                      | 6                                      | 7                                      | 8                                      | 9                                      | 10                                     | 11                                     | 12                                     | 13                                     | 14                                     | 15                                     | 16                                     | 17                                     | 18                                     | 19                                     | 20                                     | 21                                     |                                        |
| -------------------------------------- | -------------------------------------- | -------------------------------------- | -------------------------------------- | -------------------------------------- | -------------------------------------- | -------------------------------------- | -------------------------------------- | -------------------------------------- | -------------------------------------- | -------------------------------------- | -------------------------------------- | -------------------------------------- | -------------------------------------- | -------------------------------------- | -------------------------------------- | -------------------------------------- | -------------------------------------- | -------------------------------------- | -------------------------------------- | -------------------------------------- | -------------------------------------- | -------------------------------------- |
| Positie                                | 37                                     | 12                                     | 7                                      | 3                                      | 2                                      | 1                                      | 1                                      | 1                                      | 1                                      | 2                                      | 3                                      | 3                                      | 10                                     | 14                                     | 24                                     | 33                                     | 44                                     | 80                                     | 77                                     | 80                                     | 98                                     | uit                                    |